# Dalibor
Dalibor est un opéra en trois actes de Bedřich Smetana sur un livret en langue allemande de Joseph Wenzig traduit en langue tchèque par Ervín Špindler, d'après une légende créée autour du personnage historique de Dalibor de Kozojedy. Composé entre 1865 et 1867, il est créé au Novoměstské Théâtre à Prague le 16 mai 1868 sous la direction du compositeur, qui s'est inspiré de la tour Daliborka du château de Prague.

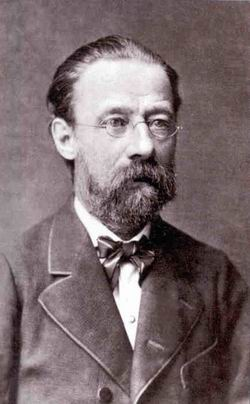
Bedřich Smetana

## Distribution
- Vladislav, roi tchèque baryton
- Dalibor, un chevalier	ténor
- Budivoj, commandant de la garde baryton
- Beneš, le geôlier basse
- Vítek, mercenaire de Dalibor 	ténor
- Milada, sœur du burgrave de Ploškovice soprano
- Jitka, une villageoise orpheline soprano
- Un juge basse
- Foule, juges, mercenaires, chœur.

## Résumé de l'œuvre
Premier acte
Dalibor, un chevalier tchèque, a assassiné le burgrave de Ploskovice pour venger l'exécution de son ami Zdenek. Lors du procès, la sœur du burgrave, Milada, réclame l'exécution de Dalibor. Quand Dalibor raconte la capture et l'assassinat de son ami, le tribunal commue sa peine de mort en emprisonnement à vie. Milada se rend compte péniblement qu'elle tombe amoureuse de Dalibor, et en collusion avec Jitka (une orpheline liée d’amitié avec le chevalier), elle décide de le libérer.
Deuxième acte
Milada entre dans la prison déguisée en homme et charme Benes, le geôlier de Dalibor, afin qu'elle puisse pénétrer au donjon où Dalibor est détenu. Dalibor l'accueille avec jubilation et, dans un duo passionné, ils chantent leur amour pour l'autre.
Troisième acte
Le couple complote visant à corrompre Benes, mais le geôlier informe le roi de la tentative d'évasion. Suivant l'avis de son conseil, le roi ordonne la mort de Dalibor. Milada, qui attendait à l'extérieur de la prison, entend le tintement de la cloche annonçant l'exécution prochaine. Accompagnée de ses partisans, elle pénètre dans le château, où elle sauve Dalibor. Cependant, elle est blessée et meurt dans ses bras. Dalibor se poignarde et le couple est ainsi uni dans la mort.

## Adaptations
- 1956 : Dalibor, un film de Václav Krška